# Визу
Визу (ест. Võsu) — селище на півночі Естонії.

## Географія
Селище знаходиться в повіті Ляене-Вірумаа. Адміністративний центр волості Вігула.
У Визу є школа, дитячий сад, магазин, спортивний комплекс, пошта та пляж. Тут знаходиться один з найпопулярніших пляжів в Північній Естонії, його довжина близько трьох кілометрів.
У літні місяці по суботах проводиться відома дискотека, яка збирає велику кількість відпочивальників.
З визначних пам'яток можна відзначити пам'ятник морякам Балтійського флоту, що загинули у Другій світовій війні.

## Історія
Це один з найстаріших літніх курортів в Північній Естонії, заснований в 19-му столітті. У ті часи Визу був відомим місцем відпочинку для багатьох знаменитих людей Таллінна, Тарту, Санкт-Петербурга і Москви.
У 1971—1999 роках Визу був районним центром, з 1992 по 1999 рік він мав статус муніципалітету.